# Ян Євген Олександрович
Євген Олександрович Ян (рос. Евгений Александрович Ян; 21 квітня 1994, Комсомольськ-на-Амурі, Росія — 21 січня 2023, Мар'їнка, Україна) — російський офіцер, старший лейтенант ЗС РФ (2021). Герой Російської Федерації.

## Біографія
Виріс в селищі Маго, де в 2009 роц закінчив 9 класів середньої загальноосвітньої школи №5. В 2009/13 роках навчався в Комсомольському-на-Амурі будівельному коледжі за спеціальністю «будівництво і експлуатація будівель та споруд». В 2013/14 роках проходив строкову службу в 155-й окремій бригаді морської піхоти у Владивостоці. До завершення служби подав заяву на вступ у військовий навчальний заклад і в 2014 році вступив в Далекосхідне вище загальновійськове командне училище за спеціальністю «застосування мотострілецьких підрозділів». Після закінчення училища в 2018 році призначений командиром взводу мотострілецького батальйону 163-го танкового полку 150-ї мотострілецької дивізії. Пізніше призначений заступником командира роти, потім — командиром 3-ї мотострілецької роти свого батальйону.
З 17 серпня 2022 року брав участь у вторгненні в Україну. Вбитий снайпером під час боїв за Мар'їнку. Похований в Комсомольську-на-Амурі.

## Нагороди
- Медаль «За участь у військовому параді в День Перемоги»
- Медаль «За відвагу» (2022)
- 2 інші медалі
- Орден Мужності (2023)
- Звання «Герой Російської Федерації» (22 серпня 2024, посмертно) — «За мужність і героїзм, проявлені під час виконання військового обов'язку.» 2 жовтня 2024 року медаль «Золота зірка» була передана рідним Яна губернатором Хабаровського краю Дмитром Демешиним.

## Вшанування пам'яті
В Міжпоселенському краєзнавчому музеї Ніколаєвська-на-Амурі відкрита експозиція, присвячена Яну.